# Täuschung – Die Methode Reagan
Täuschung – Die Methode Reagan  ist ein deutscher Dokumentarfilm von Dirk Pohlmann aus dem Jahr 2014 über die außenpolitische Strategie der Regierung der Vereinigten Staaten während der Präsidentschaft Ronald Reagans.

## Inhalt
Der von arte ausgestrahlte Film stellt dar, dass im Kalten Krieg unter der Präsidentschaft Ronald Reagans zahlreiche verdeckte Operationen ausgeführt worden seien, um das öffentliche Bild einer aggressiven Sowjetunion zu verstärken, die Entspannungspolitik des schwedischen Ministerpräsidenten Olof Palme zu unterlaufen und das neutrale Schweden an die NATO zu binden.